# Deutsche Vorentscheidung zum Eurovision Song Contest
Bei der deutschen Vorentscheidung zum Eurovision Song Contest der Europäischen Rundfunkunion wird der deutsche Beitrag gewählt. Nachdem der Eurovisions-Wettbewerb 1956 gegründet worden war, fand in Deutschland ab 1960 fast in jedem Jahr eine Vorentscheidung statt, die im Fernsehen übertragen wurde. Bis auf 1976, 1996, 1999 und 2015 nahm der jeweils ausgewählte Beitrag auch an der internationalen Endrunde des Wettbewerbs teil.

## Geschichte
Für die Organisation und Durchführung der deutschen Vorentscheidung ist normalerweise eine der Landesrundfunkanstalten der ARD verantwortlich, in einigen Jahren wurden die Vorentscheidungen auch von mehreren Anstalten gemeinsam veranstaltet. Von 1964 bis 1992 trugen die deutschen Vorentscheidungen den Titel Ein Lied für …, ergänzt durch den Namen der Stadt, in der im jeweiligen Jahr der Eurovision Song Contest stattfand. Die Einschaltquoten waren in vielen Jahren beachtlich hoch. In den 1980er-Jahren wurden bei der Vorentscheidung rund 15 Millionen Zuschauer gezählt; das waren zum Teil mehr als beim europäischen Wettbewerb.
In den 1950er- bis 1970er-Jahren war der Hessische Rundfunk Ausrichter der deutschen Vorentscheidung. 1979 war erstmals der Bayerische Rundfunk Veranstalter, der bis einschließlich 1991 die Vorentscheidung austrug. Der Mitteldeutsche Rundfunk war von 1992 bis 1995 für die deutsche Vorentscheidung verantwortlich, wobei jedoch nur 1992 ein Wettbewerb ausgetragen wurde und in den übrigen Jahren die Kandidaten per Juryentscheidung bestimmt wurden.
Seit 1996 veranstaltete der Norddeutsche Rundfunk die deutsche Vorentscheidung. 2004 und 2005 wurde der Sendetitel in Germany 12 Points! geändert; jeweils mit dem Untertitel der deutsche Vorentscheid. 2009 wurde der Siegertitel unter Regie des NDR nicht durch einen Wettbewerb, sondern eine interne Juryentscheidung ermittelt.
Aufgrund des schlechten Abschneidens in den letzten Jahren wurde das Konzept für das Jahr 2010 erneut geändert. Als Mitveranstalter wurde Stefan Raab gewonnen, der in verschiedenen Funktionen selbst dreimal einstellige Platzierungen beim ESC erreicht hatte. Da Raab vertraglich an den Privatsender ProSieben gebunden war, kam es erstmals zu einer Kooperation der ARD mit einem privaten Fernsehsender. Ergebnis war eine Staffel mit insgesamt acht Casting-Shows unter dem Titel Unser Star für Oslo. Für die Vorentscheidung zum Eurovision Song Contest 2011 produzierten ARD und ProSieben wieder eine gemeinsame Show-Reihe mit dem Titel Unser Song für Deutschland. Auch für die Vorentscheidung zum Eurovision Song Contest 2012 wurde diese Zusammenarbeit unter dem Titel Unser Star für Baku fortgesetzt.
Im November 2015 entschied die ARD, dass Xavier Naidoo ohne die bis dahin üblichen Vorentscheidungen Deutschland beim Eurovision Song Contest vertreten solle. Die Zuschauer hätten am 18. Februar 2016 lediglich über den Song abstimmen dürfen. Die Entscheidung wurde im Hinblick auf Naidoos politisch umstrittene Aussagen teilweise heftig kritisiert, unter anderem von der Süddeutschen Zeitung, Zeit, Spiegel und auch in den sozialen Netzwerken. Am 21. November 2015 zog der NDR seine Entscheidung, Xavier Naidoo beim ESC 2016 auftreten zu lassen, aufgrund der heftigen Proteste zurück.

## Liste der Vorentscheidungen
Die folgende Liste gibt einen Überblick über alle im Fernsehen ausgestrahlten Vorentscheidungen. Die Zahl der Beiträge bezieht sich auf die in der Fernsehvorentscheidung gesungenen Lieder (nicht zwangsläufig der Interpreten, da in manchen Jahren ein Interpret alle Beiträge sang oder mehrere Teilnehmer je zwei). „Keine Vorentscheidung“ bedeutet, dass die Vorentscheidung nicht im Fernsehen stattfand.
| Jahr   | Name                                            | Beiträge              | Ort                      | Moderation                            | Sender        |
| ------ | ----------------------------------------------- | --------------------- | ------------------------ | ------------------------------------- | ------------- |
| 1956 a | Deutsche Vorentscheidung 1956                   | 12                    | Köln                     | Heinz Piper                           | NWDR          |
| 1957   | Zwei auf einem Pferd                            | 04                    | Frankfurt am Main        | Hans-Joachim Kulenkampff              | HR            |
| 1958   | Schlager 1958                                   | 12                    | Dortmund                 | Anaid Iplicjian & Kurt A. Jung        | WDR           |
| 1959   | keine Vorentscheidung                           | keine Vorentscheidung | keine Vorentscheidung    | keine Vorentscheidung                 | HR            |
| 1960   | Schlagerparade                                  | 10                    | Wiesbaden                | Hilde Nocker & Werner Fullerer        | HR            |
| 1961   | Die Schlagerparade                              | 13                    | Bad Homburg vor der Höhe | Heinz Schenk                          | HR            |
| 1962   | Deutsche Schlager-Festspiele 1962               | 12                    | Baden-Baden              | Klaus Havenstein                      | SWF           |
| 1963   | Heidi Brühl singt...                            | 05 b                  | Frankfurt am Main        |                                       | HR            |
| 1964   | Ein Lied für Kopenhagen                         | 06                    | Frankfurt am Main        | Hilde Nocker                          | HR            |
| 1965   | Ein Lied für Neapel                             | 06                    | Hamburg                  | Henno Lohmeyer                        | NDR           |
| 1966   | keine Vorentscheidung                           | keine Vorentscheidung | keine Vorentscheidung    | keine Vorentscheidung                 | HR            |
| 1967   | keine Vorentscheidung                           | keine Vorentscheidung | keine Vorentscheidung    | keine Vorentscheidung                 | HR            |
| 1968   | keine Vorentscheidung                           | keine Vorentscheidung | keine Vorentscheidung    | keine Vorentscheidung                 | HR            |
| 1969   | Ein Lied für Madrid                             | 09                    | Frankfurt am Main        | Marie-Louise Steinbauer               | HR            |
| 1970   | Ein Lied für Amsterdam                          | 06                    | Frankfurt am Main        | Marie-Louise Steinbauer               | HR            |
| 1971   | Ein Lied für Dublin                             | 06 b                  | Frankfurt am Main        | Günther Schramm                       | HR            |
| 1972   | Ein Lied für Edinburgh                          | 12                    | Berlin                   | Karin Tietze-Ludwig & Renate Bauer    | SFB           |
| 1973   | Ein Lied für Luxemburg                          | 12                    | Frankfurt am Main        | Edith Grobleben                       | HR            |
| 1974   | keine Vorentscheidung                           | keine Vorentscheidung | keine Vorentscheidung    | keine Vorentscheidung                 | HR            |
| 1975   | Ein Lied für Stockholm                          | 15                    | Frankfurt am Main        | Karin Tietze-Ludwig                   | HR            |
| 1976   | Ein Lied für Den Haag                           | 12                    | (keine Live-Sendung)     | Max Schautzer                         | HR            |
| 1977   | keine Vorentscheidung                           | keine Vorentscheidung | keine Vorentscheidung    | keine Vorentscheidung                 | HR            |
| 1978   | Vorentscheidung im Radio                        | 15                    | –                        |                                       | SWF           |
| 1979   | Ein Lied für Jerusalem                          | 12                    | München                  | Carolin Reiber & Thomas Gottschalk    | BR            |
| 1980   | Ein Lied für Den Haag                           | 12                    | Unterföhring             | Carolin Reiber & Thomas Gottschalk    | BR            |
| 1981   | Ein Lied für Dublin                             | 12                    | Unterföhring             | Katja Ebstein & Rudolf Rohlinger      | BR            |
| 1982   | Ein Lied für Harrogate                          | 12                    | Unterföhring             | Carolin Reiber & Rudolf Rohlinger     | BR            |
| 1983   | Ein Lied für München                            | 12                    | Unterföhring             | Carolin Reiber & Rudolf Rohlinger     | BR            |
| 1984   | Ein Lied für Luxemburg                          | 12                    | München                  | Sabine Sauer                          | BR            |
| 1985   | Ein Lied für Göteborg                           | 12                    | München                  | Margit Geissler & Wolfgang Mascher    | BR            |
| 1986   | Ein Lied für Bergen                             | 12                    | München                  | Wencke Myhre & Sabrina Lallinger      | BR            |
| 1987   | Ein Lied für Brüssel                            | 12                    | Nürnberg                 | Ingrid Peters & Christoph Deumling    | BR            |
| 1988   | Ein Lied für Dublin                             | 12                    | Nürnberg                 | Jenny Jürgens                         | BR            |
| 1989   | Ein Lied für Lausanne                           | 10                    | München                  | Hape Kerkeling                        | BR            |
| 1990   | Ein Lied für Zagreb                             | 10                    | München                  | Hape Kerkeling                        | BR            |
| 1991   | Ein Lied für Rom                                | 10                    | Berlin                   | Hape Kerkeling & Sylvia Wintergrün    | SFB/DFF       |
| 1992   | Ein Lied für Malmö                              | 06                    | Magdeburg                | Carmen Nebel                          | MDR           |
| 1993   | keine Vorentscheidung                           | keine Vorentscheidung | keine Vorentscheidung    | keine Vorentscheidung                 | MDR           |
| 1994   | keine Vorentscheidung                           | keine Vorentscheidung | keine Vorentscheidung    | keine Vorentscheidung                 | MDR           |
| 1995   | keine Vorentscheidung                           | keine Vorentscheidung | keine Vorentscheidung    | keine Vorentscheidung                 | MDR           |
| 1996   | Ein bisschen Glück                              | 10                    | Hamburg                  | Jens Riewa                            | NDR           |
| 1997   | Der Countdown läuft                             | 09                    | Lübeck                   | Jens Riewa                            | NDR           |
| 1998   | Countdown Grand Prix 1998                       | 10                    | Bremen                   | Axel Bulthaupt & Nena                 | NDR           |
| 1999   | Countdown Grand Prix 1999                       | 11                    | Bremen                   | Axel Bulthaupt & Sandra Studer        | NDR           |
| 2000   | Countdown Grand Prix 2000                       | 11                    | Bremen                   | Axel Bulthaupt                        | NDR           |
| 2001   | Countdown Grand Prix 2001                       | 12                    | Hannover                 | Axel Bulthaupt                        | NDR           |
| 2002   | Countdown Grand Prix 2002                       | 15                    | Kiel                     | Axel Bulthaupt                        | NDR           |
| 2003   | Countdown Grand Prix 2003                       | 14                    | Kiel                     | Axel Bulthaupt                        | NDR           |
| 2004   | Germany 12 Points!                              | 10                    | Berlin                   | Jörg Pilawa & Sarah Kuttner           | NDR           |
| 2005   | Germany 12 Points!                              | 10                    | Berlin                   | Reinhold Beckmann                     | NDR           |
| 2006   | Der deutsche Vorentscheid 2006                  | 03                    | Hamburg                  | Thomas Hermanns                       | NDR           |
| 2007   | Wer singt für Deutschland?                      | 03                    | Hamburg                  | Thomas Hermanns                       | NDR           |
| 2008   | Wer singt für Deutschland?                      | 05                    | Hamburg                  | Thomas Hermanns                       | NDR           |
| 2009   | keine Vorentscheidung                           | keine Vorentscheidung | keine Vorentscheidung    | keine Vorentscheidung                 | NDR           |
| 2010   | Unser Star für Oslo                             | 20                    | Köln                     | Sabine Heinrich & Matthias Opdenhövel | NDR/ProSieben |
| 2011   | Unser Song für Deutschland                      | 12 b                  | Köln                     | Sabine Heinrich & Matthias Opdenhövel | NDR/ProSieben |
| 2012   | Unser Star für Baku                             | 20                    | Köln                     | Sandra Rieß & Steven Gätjen           | NDR/ProSieben |
| 2013   | Unser Song für Malmö                            | 12                    | Hannover                 | Anke Engelke                          | NDR           |
| 2014   | Unser Song für Dänemark                         | 08                    | Köln                     | Barbara Schöneberger                  | NDR           |
| 2015   | Unser Song für Österreich                       | 08                    | Hannover                 | Barbara Schöneberger                  | NDR           |
| 2016   | –                                               | 06 c                  |                          |                                       | NDR           |
| 2016   | Unser Lied für Stockholm                        | 10                    | Köln                     | Barbara Schöneberger                  | NDR           |
| 2017   | Unser Song 2017                                 | 05                    | Köln                     | Barbara Schöneberger                  | NDR           |
| 2018   | Unser Lied für Lissabon                         | 06                    | Berlin                   | Elton & Linda Zervakis                | NDR           |
| 2019   | Unser Lied für Israel                           | 07                    | Berlin                   | Barbara Schöneberger & Linda Zervakis | NDR           |
| 2020   | keine Vorentscheidung                           | keine Vorentscheidung | keine Vorentscheidung    | keine Vorentscheidung                 | NDR           |
| 2021   | keine Vorentscheidung                           | keine Vorentscheidung | keine Vorentscheidung    | keine Vorentscheidung                 | NDR           |
| 2022   | Germany 12 Points                               | 06                    | Berlin                   | Barbara Schöneberger                  | NDR           |
| 2023   | Unser Lied für Liverpool                        | 09                    | Köln                     | Barbara Schöneberger                  | NDR           |
| 2024   | Das deutsche Finale 2024                        | 09                    | Berlin                   | Barbara Schöneberger                  | NDR           |
| 2025   | Chefsache ESC 2025 – Wer singt für Deutschland? | 24                    | Köln / Hürth             | Barbara Schöneberger                  | NDR/RTL       |